# Storia del sistema pensionistico italiano
La storia del Sistema pensionistico italiano ha la sua origine con la fondazione del Regno d'Italia nel 1861. Questa, a sua volta, trae origine dai precedenti sistemi assistenziali degli stati preunitari e delle quali tentò una prima sistematizzazione. Una seconda fase si ebbe con la nascita della Repubblica Italiana.

## Regno d'Italia
- legge 17 luglio 1898, n. 350: introduzione delle pensioni di vecchiaia per operai, con istituzione di una Cassa Nazionale di previdenza per la invalidità e per la vecchiaia degli operai, con contributi su base volontaria.
- decreto legge 21 aprile 1919, n. 603: introduzione dell'obbligatorietà di assicurazione pensionistica con allargamento a molte categorie sociali (in particolare, sono compresi anche i lavoratori indipendenti), gestita esclusivamente da enti pubblici istituiti appositamente, ovvero la Cassa Nazionale delle Assicurazioni Sociali (CNAS).

### Periodo fascista
- Regio decreto 30 dicembre 1923, n. 3184: viene resa obbligatoria l'assicurazione pensionistica, introducendo la restrizione ai soli lavoratori dipendenti, tra 15 e 65 anni.
- regio decreto-legge 4 ottobre 1935, n. 1827[1]: perfezionamento e coordinamento legislativo della previdenza sociale.
- regio decreto 14 luglio 1937 n. 1485[2]: riconoscimento giuridico della "Cassa Nazionale di Assistenza per gli Impiegati agricoli e forestali" (CNAIAF), per la previdenza dei lavoratori agricoli.
- legge 6 luglio 1939, n. 1272: riduzione dell'età di accesso alla pensione di vecchiaia (60 anni per uomini e 55 per donne).[3]

## Repubblica Italiana
- legge 4 aprile 1952, n. 218: introduzione della pensione minima.
- legge 26 ottobre 1957, n. 1047[4]: estensione dell'assicurazione per invalidità e vecchiaia ai coltivatori diretti, mezzadri e coloni.

- Capitolo fondamentale per comprendere i continui aumenti dell'età pensionabile imposti da tutti i governi futuri fino all'ultima riforma del 30.12.24, sono le leggi approvate nel 1973 dal governo Rumor, le cosiddette "Baby pensioni".

- legge 5 agosto 1981, n. 416 (art. 37): introduzione del prepensionamento.

### Riforma De Michelis (1983)
- legge 11 novembre 1983 n.638 (conversione in legge, con modificazioni del decreto-legge 12 settembre 1983, n. 463)[5]: introduzione di limiti e regole per il versamento dei contributi pensionistici dei lavoratori agricoli.

### Riforma Amato (1992)
- decreto legislativo n. 503/1992[6]: innalzamento graduale dell'età pensionabile per le pensioni di vecchiaia.

### Riforma Dini (1995)
- legge 335/1995[7]: introduzione del sistema contributivo nel calcolo della pensione in luogo del metodo retributivo. Introduzione di requisiti per il pensionamento dei lavoratori di attività "usuranti".

### Riforma Maroni (2005)
- legge delega n. 243/2004[8]: aumento dell’età minima per l'accesso alla pensione di anzianità.
- Decreto Legislativo n. 252/2005[9]: introduzione della scelta al lavoratore di destinazione del proprio Trattamento di Fine Rapporto (TFR) al forme pensionistiche complementari oppure mantenimento presso il datore di lavoro.

### Riforma Prodi (2007-2009)
- legge n.247/2007[10]: indroduzione del sistema delle "quote" per l'accesso alle pensioni di anzianità.
- legge 102/2009[11]: aumento dell’età pensionabile per le lavoratrici del pubblico impiego (fino ai 65 anni di età); aggiornamento dei requisiti anagrafici per il pensionamento in base all'aumento della speranza di vita (in base a dati ISTAT con validazione EUROSTAT).

### Riforma Sacconi (2010)
- legge 122 del 30 luglio 2010: introduzione dell'indicizzazione automatica dell'età pensionabile (con cadenza triennale). La legge recepisce un articolo contenuto nel decreto legge 79 del 2009.[12]

### Riforma Fornero (2011)
- legge n.214/2011 (Manovra "Salva Italia")[13]: estensione del metodo contributivo “pro rata” a tutti i lavoratori; aumento dei requisiti anagrafici per l'accesso pensione di vecchiaia per lavoratrici dipendenti del settore privato e lavoratrici autonome, aumento dell'età pensionabile per i lavoratori del settore privato a 66 anni.

### Riforma Quota 100 (2019)
- Decreto Legge del 28 gennaio 2019, n. 4[14]: accesso a pensione anticipata limitatamente nel triennio 2019-2021.[15]